# Eclipse lunar de 25 de maio de 1994
| Eclipse Lunar Parcial 25 de maio de 1994 | Eclipse Lunar Parcial 25 de maio de 1994 |
| --- | ---------------------------------------- |
| A Lua cruza o trecho norte do cone de sombra da Terra, de oeste para leste (da direita para a esquerda), com a porção sul do disco lunar escurecida pela umbra. |                                          |
| Gamma | +0,8933                                  |
| Saros (e membro) | 140 (24 de 80)                           |
| Sequência de eclipses lunares |                                          |
| Anterior | 29 de novembro de 1993                   |
| Próximo | 18 de novembro de 1994                   |
| Duração (hr:mn:sc) |                                          |
| Parcial | 1:44:36                                  |
| Penumbral | 4:21:12                                  |
| Fases e Horários do Eclipse (UTC) |                                          |
| P1 | 1:19:43                                  |
| U1 | 2:37:59                                  |
| Máximo | 3:30:20                                  |
| U4 | 4:22:36                                  |
| P4 | 5:40:55                                  |

O eclipse lunar de 25 de maio de 1994 foi um eclipse parcial, o primeiro de dois eclipses do ano, e único como parcial. Teve magnitude umbral de 0,2432 e penumbral de 1,1941. Teve duração de aproximadamente 104 minutos.
A Lua cruzou a borda da região norte da sombra da Terra, em nodo ascendente, dentro da constelação de Escorpião, e entre as constelações de Libra e Ofiúco.
Durante o máximo do eclipse, o disco lunar passou pela fronteira entre a penumbra e o cone de sombra da Terra, sendo que este último cobriu uma parte considerável da região sul da Lua, que ficou escurecido pela umbra, enquanto o resto da superfície estava na faixa penumbral, gradualmente menos brilhante à medida que chega próximo da região coberta pela umbra. Neste momento, a Lua aparecia com seu trecho sul "comido" pelo cone de sombra.

## Série Saros
Eclipse pertencente ao ciclo lunar Saros de série 140, sendo este de número 24, num total de 80 eclipses da série. O último eclipse deste ciclo foi o eclipse parcial de 13 de maio de 1976, e o próximo será com o eclipse parcial de 4 de junho de 2012.

## Visibilidade
Foi visível nas Américas (exceto nas proximidades com o polo norte), no Atlântico, Antártida, África, Europa e no sudeste do Pacífico.
| Região do planeta onde o eclipse foi visível durante o máximo do evento - 3:30 UTC. A região do Mato Grosso do Sul, no Brasil, obteve a melhor observação do meio do eclipse, de onde foi visível à meia-noite. |
| Mapa de visibilidade do eclipse |